# Joachim Burmeister
Joachim Burmeister (* 1564 in Lüneburg; † 5. Mai 1629 in Rostock) war ein norddeutscher Musiktheoretiker, Komponist und Dichter.

## Leben und Wirken
Er war das älteste von fünf Kindern eines Perlenstickers und Bürgers von Lüneburg. Sein um 1634 verstorbener Bruder Anton wurde 1604 Kantor der St.-Michaelis-Kirche in Lüneburg, in der Nachfolge von Christian Praetorius.
Burmeister besuchte die Universität Rostock, an der er den Grad eines Magisters erhielt. Ab 1589 war er Kantor der Rostocker Lateinschule (Schoale Rostochiensis Collega Classicus) und der Marienkirche.

## Werke

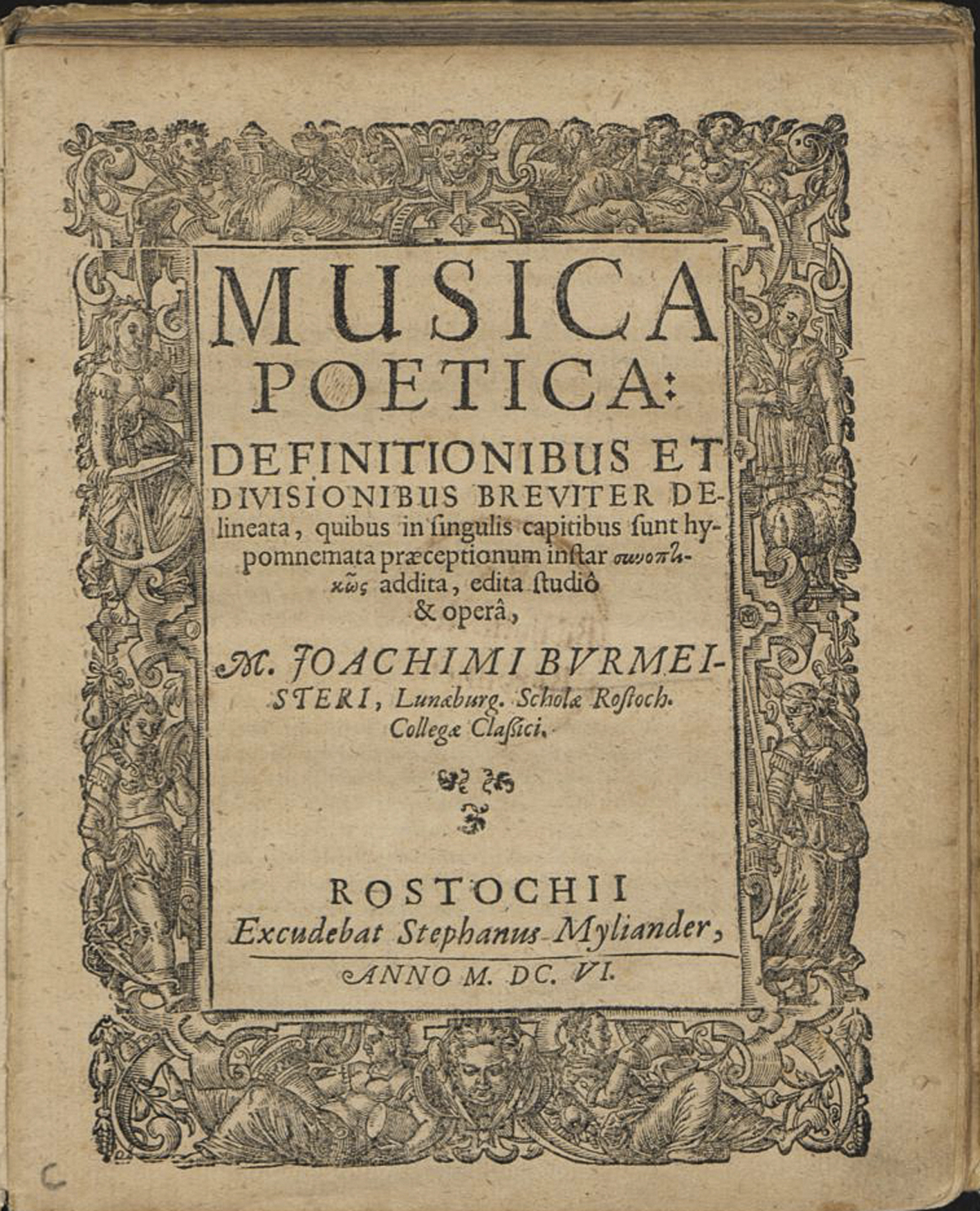
Titelblatt der Musica poetica (1606)

- 1599 Hypomnematum Musicae Poeticae (Digitalisat)
- 1601 veröffentlicht er in Rostock seine Geistlicher Psalmen D.M.L. und anderer Gottseliger Menner etc.,  eine Sammlung mit vierstimmigen Psalmen (Digitalisat)
- 1601 Musica αυτοσχεδικη; Digitalisat – sowie daraus für den praktischen Musikunterricht abgekoppelt Musicae practicae sive artis caneni ratio (Digitalisat)
- 1605 zu Rostock Χριστὸς πεφασμένος, der geoffenbarte Christus, Comödia (Digitalisat).
- 1606 veröffentlicht er seine Musica poetica, in der er seine musikalisch-rhetorische Figurenlehre ausführte (Digitalisat).
- 1609 ist er Herausgeber der Musica Mathematica von Heinrich Brucaeus (1530–1593) unter dem Titel Musica theorica (Digitalisat). Er sucht sich an Brucaeus Werk anlehnend nach neuen rhetorischen Figuren in der Musik.